# Платина (посёлок)
Пла́тина — посёлок в Нижнетуринском муниципальном округе Свердловской области России. Ранее посёлок являлся административным центром Платинского сельсовета города Нижней Туры. Посёлок был основан при месторождении платины.

## Географическое положение
Посёлок Платина расположен в 20 километрах (по автодорогам в 28 километрах) к востоку от города Нижней Туры, в лесной малонаселённой местности, на левом берегу реки Малый Емех (левого притока реки Емех). В черте посёлка Малый Емех образует небольшой пруд.
Через Платину проходит железная дорога Гороблагодатская — Серов. Здесь расположена станция Платина Свердловской железной дороги. В 6 километрах северо-западнее посёлка проходит Серовский тракт — автодорога регионального значения Серов — Нижний Тагил — Екатеринбург.

## История
Важным стимулом развития города Нижней Туры было открытие в 1824 году в долинах рек Иса и Выи золото-платиновых месторождений, на одном из которых был основан посёлок. Наибольшего развития город достиг в начале 1900-х годов. Нижнетуринский завод Гораблагодатского горного округа в 1902 году выплавил 446,7 тыс. пудов железа, в этот же период золото-платиновые прииски давали 55-60 % от мировой добычи платины. В 1906 году здесь прошла Богословская железная дорога, на которой в черте посёлка была построена небольшая перегрузочная станция.

## Инфраструктура
В посёлке Платина работают сельский клуб, фельдшерско-акушерский пункт, отделение почты и магазин.

### Промышленность
Имеются артели по добыче платины, ведутся лесозаготовки. Часть жителей работает на железной дороге, часть трудоустроена в близлежащих городах, а также занимается сельским хозяйством.

### Транспорт
До Платины можно добраться пригородным электропоездом из Нижнего Тагила, Нижней Туры, Верхней Туры, Кушвы, Баранчинского Верхотурья, Новой Ляли, Лобвы и Серова. В посёлке, на одноимённой станции останавливаются электрички сообщением Нижний Тагил — Верхотурье и Нижний Тагил — Серов. Также до посёлка можно доехать на пригородном автобусе из окружного центра — Нижней Туры.

## Население
| 2002 | 2010 | 2021 |
| ---- | ---- | ---- |
| 275  | ↘244 | ↘160 |